# Supermarine Type 224

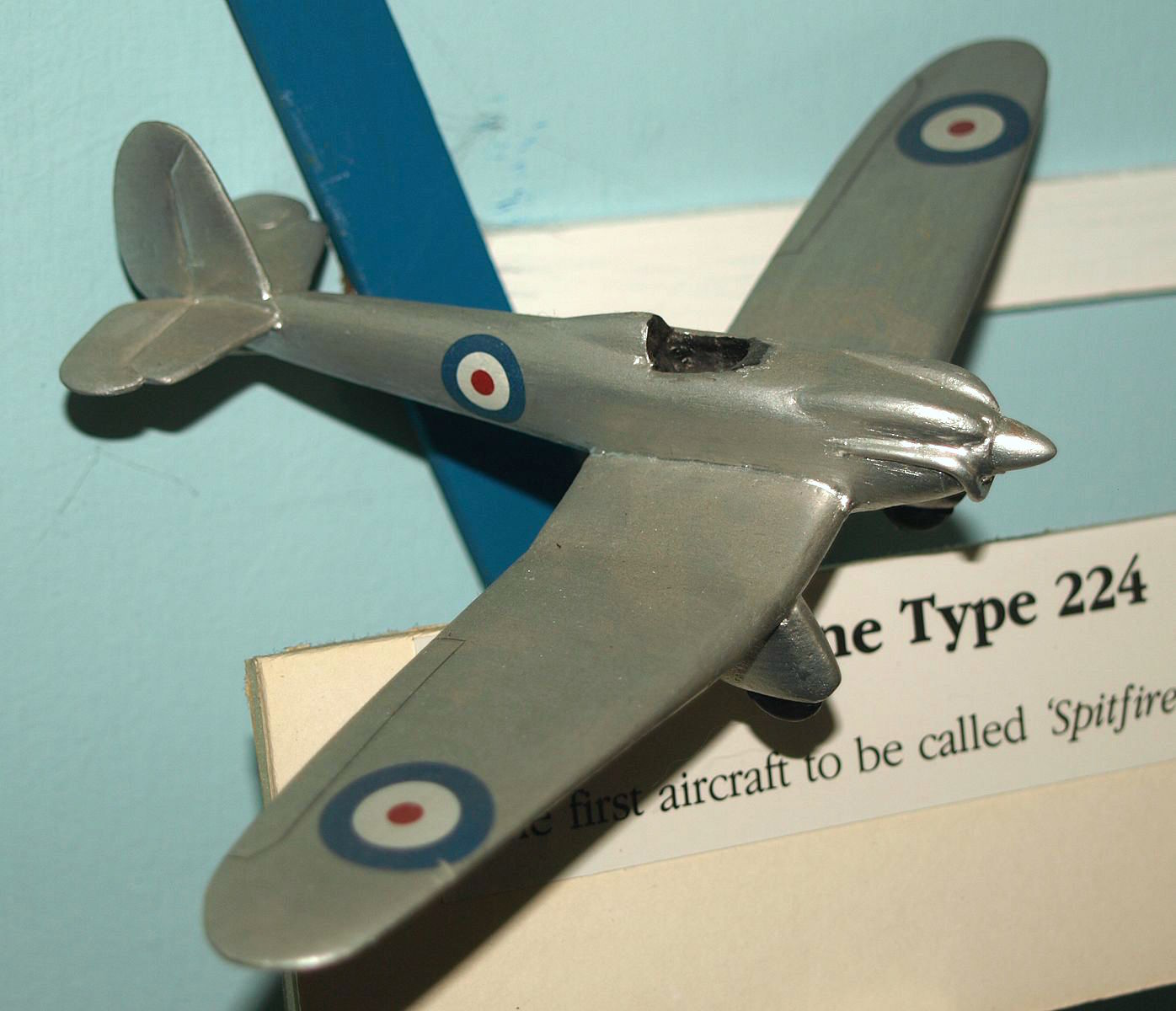
Modell der Supermarine 224

Die Supermarine 224  war ein britischer Entwurf für ein Jagdflugzeug, der von Reginald Joseph Mitchell der Royal Air Force im Rahmen einer Bewerbung für ein neues Jagdflugzeug 1934 vorgestellt wurde.
Der Typ 224 war das erste Flugzeug, das den Namen „Spitfire“ trug, obwohl es zum bekannten späteren Flugzeug desselben Herstellers markante Unterschiede aufwies. Mit Knickflügeln und einem im ersten Entwurf nicht einziehbaren Fahrwerk, dies eine Gemeinsamkeit mit dem ersten Entwurf der Hawker Hurricane. Das Flugzeug wurde gemäß der Ausschreibung von einem Rolls-Royce Goshawk mit etwa 600 PS angetrieben und war mit 4 Maschinengewehren bewaffnet.
Die Entwicklung erfolgte als Bewerbung auf die Spezifikation F7/30 von 1930. Diesen Auftrag hatten Supermarine, Westland, Boulton&Paul, Parnell und Blackburn geprüft und bei Westland, Blackburn und Supermarine zum Auftrag eines Prototyps geführt. Es war erwartet worden, dass sich Gloster, Hawker, Armstrong Withworth und Bristol auf eigenes Risiko beteiligen würden. Der Bauauftrag für F7/30 ging an die Gloster Aircraft Company mit dem Modell Gladiator, dem letzten Jagddoppeldecker der Royal Air Force.